# USS Entemedor (SS-340)
USS Entemedor (SS-340) là một  tàu ngầm lớp Balao được Hải quân Hoa Kỳ chế tạo trong Chiến tranh Thế giới thứ hai. Nó là chiếc tàu chiến duy nhất của Hải quân Hoa Kỳ được đặt cái tên này, theo tên một loài cá đuối điện nhiều chấm thuộc bộ Cá đuối điện. Nó đã phục vụ trong giai đoạn cuối Thế Chiến II, thực hiện được một chuyến tuần tra duy nhất, và sau khi xung đột chấm dứt đã được nâng cấp trong khuôn khổ Dự án GUPPY IIA. Nó đã tiếp tục phục vụ trong giai đoạn Chiến tranh Lạnh cho đến khi được chuyển giao cho Thổ Nhĩ Kỳ, và tiếp tục hoạt động như là chiếc TCG Preveze (S 345) cho đến năm 1987. Số phận sau cùng của con tàu hiện không rõ.

## Thiết kế và chế tạo
Thiết kế của lớp Balao được cải tiến dựa trên  tàu ngầm lớp Gato dẫn trước, là một kiểu tàu ngầm hạm đội có tốc độ trên mặt nước cao, tầm hoạt động xa và vũ khí mạnh để tháp tùng hạm đội chiến trận. Khác biệt chính so với lớp Gato là ở cấu trúc lườn chịu áp lực bên trong dày hơn, và sử dụng thép có độ đàn hồi cao (HTS: High-Tensile Steel), cho phép lặn sâu hơn đến 400 ft (120 m). Con tàu dài 311 ft 9 in (95,02 m) và có trọng lượng choán nước 1.526 tấn Anh (1.550 t) khi nổi và 2.424 tấn Anh (2.463 t) khi lặn. Chúng trang bị động cơ diesel dẫn động máy phát điện để cung cấp điện năng cho bốn động cơ điện, đạt được công suất 5.400 shp (4.000 kW) khi nổi và 2.740 shp (2.040 kW) khi lặn, cho phép đạt tốc độ tối đa 20,25 hải lý trên giờ (37,50 km/h) và 8,75 hải lý trên giờ (16,21 km/h) tương ứng. Tầm xa hoạt động là 11.000 hải lý (20.000 km) khi đi trên mặt nước ở tốc độ 10 hải lý trên giờ (19 km/h) và có thể hoạt động kéo dài đến 75 ngày.
Tương tự như lớp Gato dẫn trước, lớp Balao được trang bị mười ống phóng ngư lôi 21 in (530 mm), gồm sáu ống trước mũi và bốn ống phía phía đuôi tàu, chúng mang theo tối đa 24 quả ngư lôi. Vũ khí trên boong tàu gồm một hải pháo 4 inch/50 caliber, một khẩu pháo phòng không Bofors 40 mm nòng đơn và một khẩu đội Oerlikon 20 mm nòng đôi, kèm theo hai súng máy .50 caliber. Trên tháp chỉ huy, ngoài hai kính tiềm vọng, nó còn trang bị ăn-ten radar SD phòng không và SJ dò tìm mặt biển. Tiện nghi cho thủy thủ đoàn bao gồm điều hòa không khí, thực phẩm trữ lạnh, máy lọc nước, máy giặt và giường ngủ cho hầu hết mọi người, giúp họ chịu đựng cái nóng nhiệt đới tại Thái Bình Dương cùng những chuyến tuần tra kéo dài đến hai tháng rưỡi.
Thoạt tiên dự định mang tên Chickwick, con tàu được đổi tên thành Entemedor vào ngày 24 tháng 9, 1942 trước khi được đặt lườn tại xưởng tàu của hãng Electric Boat Company ở Groton, Connecticut vào ngày 3 tháng 2, 1944. Nó được hạ thủy vào ngày 17 tháng 12, 1944, được đỡ đầu bởi bà E. V. Izac, và được cho nhập biên chế cùng Hải quân Hoa Kỳ vào ngày 6 tháng 4, 1945 dưới quyền chỉ huy của Hạm trưởng, Thiếu tá Hải quân W. R. Smith, Jr.

## Lịch sử hoạt động

### USSEntemedor

#### 1945 - 1948
Khởi hành từ Căn cứ Tàu ngầm Hải quân New London, Entemedor đi đến Trân Châu Cảng vào ngày 29 tháng 6, 1945, rồi lại hướng sang đảo Midway để tiếp tục huấn luyện và chuẩn bị. Nó ra khơi ngày 24 tháng 7 cho chuyến tuần tra duy nhất trong chiến tranh, phục vụ tìm kiếm và giải cứu hỗ trợ cho cuộc không kích lên đảo Marcus, rồi tiếp tục tuần tra ngoài khơi các đảo chính quốc Nhật Bản. Sau khi Nhật Bản chấp nhận đầu hàng vào ngày 15 tháng 8, giúp chấm dứt vĩnh viễn cuộc xung đột, chiếc tàu ngầm được lệnh đi đến Saipan, đến nơi vào ngày 17 tháng 8.
Quay trở về Seattle vào ngày 22 tháng 9, Entemedor bắt đầu một chương trình huấn luyện dọc theo vùng bờ Tây từ căn cứ San Diego. Trong những năm 1946-1947, nó thực hiện nhiều chuyến đi kéo dài sang Viễn Đông, đặt căn cứ tại vịnh Subic, Philippines. Nó được cho xuất biên chế vào ngày 10 tháng 12, 1948 và đưa về thành phần dự bị tại Xưởng hải quân Mare Island.

#### 1950 - 1972
Sau khi nhập biên chế trở lại vào ngày 24 tháng 10, 1950, Entemedor hoạt động huấn luyện ngoài khơi bờ biển California. Nó lên đường vào ngày 2 tháng 1, 1951 để đi sang New London, Connecticut, và bắt đầu hoạt động tại khu vực ngoài khơi bờ biển Đại Tây Dương. Nó đi vào xưởng tàu của hãng Electric Boat Co. vào ngày 31 tháng 1, 1952 để được hiện đại hóa trong khuôn khổ Chương trình Công suất đẩy dưới nước lớn hơn (GUPPY IIA), giúp cải thiện đáng kể tốc độ lặn dưới nước và tầm xa hoạt động. Công việc hoàn tất vào ngày 17 tháng 10.
Sau đó từ năm 1953, Entemedor thường xuyên được phái sang khu vực Địa Trung Hải để phục vụ cùng Đệ Lục hạm đội theo tần suất hai năm một lần. Từ cảng nhà New London, nó cũng thực hiện chuyến đi thực tập cho học viên sĩ quan Học viện Hải quân Hoa Kỳ đến các cảng Bắc Âu vào mùa Hè năm 1958 và đến Portland, Anh vào tháng 2, 1960. Chiếc tàu ngầm tham gia các cuộc tập trận quy mô lớn tại vùng bờ Đông và vùng biển Caribe, cũng như phục vụ như mục tiêu thực hành cho Lực lượng Đặc nhiệm "Alfa" nhằm phát triển các kỹ thuật chống tàu ngầm.
Entemedor được cho xuất biên chế đồng thời rút tên khỏi danh sách Đăng bạ Hải quân Hoa Kỳ vào ngày 31 tháng 7, 1972.

### TCGPreveze
Trong khuôn khổ Chương trình Viện trợ Quân sự, Entemedor được chuyển giao cho Thổ Nhĩ Kỳ vào ngày 24 tháng 8, 1972 và được đổi tên thành TCG Preveze (S 345), trở thành chiếc tàu ngầm thứ hai của Hải quân Thổ Nhĩ Kỳ mang cái tên này. Quyền sở hữu con tàu được chuyển giao cho chính phủ Thổ Nhĩ Kỳ vào ngày 1 tháng 8, 1973. Nó ngừng hoạt động và xuất biên chế vào năm 1987, và số phận con tàu hiện không rõ.

## Phần thưởng
Nguồn: Navsource Naval History
|  |  |             |
|  |  | Bronze star |

| Dãi băng Hoạt động Tác chiến         | Huân chương Chiến dịch Hoa Kỳ           | Huân chương Chiến dịch Châu Á-Thái Bình Dương                   |
| Huân chương Chiến thắng Thế Chiến II | Huân chương Phục vụ Chiếm đóng Hải quân | Huân chương Phục vụ Phòng vệ Quốc gia với 1 Ngôi sao Chiến trận |